# 江陵府
江陵府，唐朝时设置的府。
武德初年，全国郡改州，南郡改为荆州。天宝元年（742年），全国州改郡，荆州改为江陵郡。758年，全国郡改州，仍为荆州。上元元年（760年），号南都，升为江陵府。二年罢都，是年又号南都。寻罢都。户三万三百九十二，口十四万八千一百四十九。下领八县：江陵县、枝江县、当阳县、长林县、石首县、松滋县、公安县、荆门县。治所在江陵县（今属湖北省）。辖境约当今湖北省枝江市以东，潜江市以西，荆门、当阳二市以南地区。
五代十国时为荆南国都，北宋为荆湖北路治所。南宋建炎四年（1130年）改为荆南府，淳熙中复改江陵府。元朝至元十三年（1276年）改为荆南府路，大德中改为江陵路，天历二年（1329年）改为中兴路。

## 历任长官
唐朝江陵尹
- 吕諲（760年—762年）
- 李岘（762年—763年）
- 颜真卿（763年，未任）
- 卫伯玉（763年—776年）
- 王昂（770年，未任）
- 张延赏（776年—779年）
- 庾准（780年—781年）
- 李昌巎（781年—782年）
- 张伯仪（782年—785年）
- 李皋（785年—787年）
- 樊泽（787年—792年）
- 裴胄（792年—803年）
- 裴均（803年—808年）
- 赵昌（808年）
- 赵宗儒（808年—811年）
- 严绶（811年—814年）
- 袁滋（814年—816年）
- 裴武（816年—821年）
- 丘玄素（元和末年）
- 王潜（821年—829年）
- 崔群（829年—830年）
- 段文昌（830年—832年）
- 崔琯（832年—834年）
- 韦长（835年—838年）
- 李石（838年—843年）
- 郑涯（844年—846年）
- 李德裕（846年）
- 郑肃（846年—849年）
- 崔铉（850年）
- 卢商（850年—851年）
- 杨汉公（851年—854年）
- 苏涤（854年—857年）
- 白敏中（857年—859年）
- 萧邺（859年—862年）
- 裴休（862年—864年）
- 崔铉（865年—868年）
- 徐商（869年）
- 杜悰（869年—870年）
- 刘瞻（870年，未任）
- 刘异（870年—872年）
- 杜悰（872年—873年）
- 路岩（873年）
- 崔涓（874年）
- 元钦
- 高荣朗
- 苏遇
- 杨权古（876年）
- 杨知温（876年—878年）
- 高骈（878年）
- 王铎（879年）
- 宋浩（879年—880年）
- 常滋（880年）
- 郑绍业（880年—881年）
- 段彦谟（881年—882年）
- 李燧（882年）
- 郑绍业（882年，未任）
- 陈儒（882年—885年）
- 张瓌（885年—887年）
- 王建肇（887年—888年）
- 成汭（888年—903年）
- 孔纬（890年，未任）
- 孙惟晟（893年，未任）
- 雷彦恭（903年）
- 赵匡明（903年—905年）
- 赵匡凝（904年，遥领）
- 贺瑰（905年—906年）

荆南国主兼江陵尹
- 高季昌（906年—929年）
- 高从诲（929年—948年）
- 高保融（948年—960年）
- 高保勗（960年—962年）
- 高继冲（962年—963年）

北宋知江陵府
- 王仁赡（963年—964年）
- 吕余庆（964年）
- 卢怀忠（964年—966年）
- 扈蒙（976年）
- 郭贽（983年—986年）
- 许仲宣（987年）
- 阎文逊（988年—989年）
- 薛继昭（990年—991年）
- 臧丙（991年）
- 陈恕（991年—993年）
- 雷有终（993年—994年）
- 张齐贤（994年）
- 李逊（994年）
- 温仲舒（995年—996年）
- 刘昌言（996年—999年）
- 宋太初（999年—1000年）
- 张秉（1000年—1001年）
- 董俨（1001年—1003年）
- 秦羲（1004年）
- 许逖（1008年—1009年）
- 谢泌（1009年—1010年）
- 陈尧咨（1011年—1012年）
- 朱巽（1012年—1013年）
- 马亮（1013年—1015年）
- 孙冕（1015年—1017年）
- 乐黄目（1018年—1020年）
- 李谘（1020年—1021年）
- 马亮（1021年—1022年）
- 陈从易（1023年—1025年）
- 李若谷（1025年—1027年）
- 梅询（1028年—1030年）
- 王旭（1030年—1031年）
- 赵贺（1032年）
- 任布（1032年）
- 俞献卿（1032年）
- 范雍（1033年）
- 王子融（1034年）
- 程琳（1034年）
- 俞献卿（1035年—1036年）
- 李应言
- 王质（1041年—1043年）
- 王子融（1043年）
- 张旨（1044年—1047年）
- 齐廓（1048年—1051年）
- 仲简（1052年）
- 李柬之（1052年—1053年）
- 王逵（1054年—1055年）
- 魏瓘（1056年—1059年）
- 李参（1060年—1062年）
- 郑獬（1063年—1064年）
- 吕居简（1064年—1067年）
- 李士先（1067年）
- 元绛（1069年—1070年）
- 孙桷（1072年）
- 潘夙（1073年—1074年）
- 张靖（1075年—1076年）
- 章惇（1076年—1077年）
- 张颉（1077年）
- 吴中复（1077年—1078年）
- 邓绾（1078年—1079年）
- 王临（1080年—1081年）
- 孙颀（1081年）
- 谢麟（1081年）
- 孙颀（1082年—1084年）
- 叶均（1086年）
- 鲁秉（1087年—1088年）
- 刘忱（1088年）
- 唐义问（1088年—1090年）
- 路昌衡（1090年）
- 张颉（1090年）
- 唐义问（1091年—1093年）
- 李湜（1093年）
- 吕嘉问（1095年）
- 吕仲甫（1098年）
- 蒋之翰（1099年）
- 邢恕（1100年）
- 董敦逸（1100年）
- 杨畏（1100年）
- 马瑊（1101年—1102年）
- 舒亶（1102年—1103年）
- 董必（1103年）
- 陈举
- 席震
- 席贡
- 王觉
- 钱和（1107年）
- 周绅
- 程邻（1112年—1113年）
- 刘亚（1115年）
- 张庄（1117年）
- 毛衍
- 刘韐（1124年）
- 李偃（1126年）
- 詹度（1126年—1127年）